# Kazuyuki Hoshino
Pour les articles homonymes, voir Hoshino.
Kazuyuki Hoshino est un membre notable de la Sonic Team.

## Productions
- Sonic CD (1993) Character Designer / Special Stage Designer / Visual Designer
- Panic! (1993) Graphic Designer
- Knuckles Chaotix (1995) Original Character Concept, Character Designer, Enemy Designer
- Sonic 3D Blast (Saturn) (1996) Special-Stage Artist
- Nights into Dreams (1996) Character Designer
- Sonic R (1997) Additional Artwork
- Sonic Jam (1997) Artist
- Burning Rangers (1998) Internet Support
- Sonic Adventure (1999) Art Director / Enemy Character Designer / Lead Field Artist
- Sonic Adventure 2/Sonic Adventure 2 Battle (2001/2002) Art Director / Character Design / Enemy Design / CGI Movie Director
- Sonic Adventure DX: Director's Cut (2003) Character Designer[1]
- Sonic Heroes (2003/2004) Art Director / Enemy Designer
- Shadow the Hedgehog (2005) Art Director / Character Designer / Enemy Designer / Weapon Artist
- Sonic Gems Collection (2005) — Special Thanks
- Sonic Rivals (2006) Art Supervisor / Artwork
- Sonic Rivals 2 (2007) Art Supervisor / Artwork
- Nights: Journey of Dreams (2007) Art Director / Lead Character Designer
- Nights into Dreams (PS2 Version) (2008) Supervisor
- Sonic Unleashed (PS3 & Xbox 360 Version) (2008) Special Thanks
- Sonic and the Black Knight (2009) Special Thanks